# Syndrome de McCune–Albright
 Mise en garde médicale
Le syndrome de McCune – Albright (SMA) est une maladie génétique complexe affectant les systèmes osseux, cutané et endocrinien. Il s'agit d'une maladie mosaïque résultant de mutations activatrices somatiques dans GNAS, qui code la sous-unité alpha du récepteur couplé à la protéine Gs G. Ces mutations conduisent à l'activation constitutive des récepteurs.
Il a été décrit pour la première fois en 1937 par le pédiatre américain Donovan James McCune et l'endocrinologue américain Fuller Albright,,.

## Signes et symptômes
Le syndrome de McCune – Albright est suspecté lorsque deux ou plus des caractéristiques suivantes sont présentes :
- dysplasie fibreuse osseuse ;
- taches café au lait, avec les bordures dentelées caractéristiques de la « côte du Maine » et tendance à ne pas traverser la ligne médiane ;
- maladie endocrinienne hyperfonctionnelle.

Les patients peuvent présenter une ou plusieurs de ces caractéristiques, qui peuvent survenir dans n'importe quelle combinaison. En tant que tel, la présentation clinique des patients atteints du syndrome de McCune–Albright varie considérablement en fonction des caractéristiques de la maladie. 
Diverses maladies endocriniennes peuvent être présentes dans le syndrome de McCune–Albright en raison de l'augmentation de la production d'hormones :
- puberté précoce : la maladie endocrinienne la plus courante est la puberté précoce, qui se manifeste chez les filles (~ 85 %) avec des kystes producteurs d’œstrogène récurrents conduisant au développement épisodique des seins, à l'accélération de la croissance et aux saignements vaginaux[1],[5]. La puberté précoce peut également survenir chez les garçons atteints du syndrome de McCune – Albright, mais elle est beaucoup moins fréquente (~ 10-15 %)  ;
- anomalies testiculaires : des anomalies testiculaires sont observées chez la majorité (~ 85 %) des garçons atteints du syndrome de McCune – Albright[6],[7] ;
- hyperthyroïdie : l'hyperthyroïdie survient chez environ un tiers des patients atteints du syndrome de McCune–Albright. Beaucoup d'autres peuvent souffrir d'autres types d'atteinte thyroïdienne ;
- excès d'hormone de croissance : la mutation de GNAS dans l'hypophyse antérieure peut entraîner une sécrétion excessive d'hormone de croissance et se retrouve chez environ 10 à 15 % des patients ;
- syndrome de Cushing : dans le syndrome de McCune–Albright, le syndrome de Cushing est une caractéristique très rare qui ne se développe que dans la petite enfance[8].

## Génétique
Génétiquement, il existe une mutation postzygotique spontanée du gène GNAS, sur le bras long (q) du chromosome 20 en position 13.3, qui est impliquée dans la signalisation des protéines G. Cette mutation, qui ne se produit qu'à l'état de mosaïque, conduit à une signalisation constitutive des récepteurs et à une production inappropriée d'AMPc en excès.
La mutation qui cause le syndrome de McCune – Albright survient très tôt lors de l'embryogenèse. Parce que tous les cas du syndrome sont sporadiques, on pense que la mutation serait mortelle si elle affectait toutes les cellules de l'embryon. Les cellules mutantes ne peuvent survivre que lorsqu'elles sont mélangées avec des cellules normales.
Il n'y a aucun facteur de risque connu de développer le syndrome de McCune-Albright, et aucune exposition pendant la grossesse connue pour provoquer ou empêcher la mutation de se produire. La maladie ne peut pas être héritée et se produit de manière égale dans tous les groupes ethniques.

## Diagnostic
Le syndrome de McCune – Albright présente différents niveaux de gravité. Par exemple, un enfant atteint du syndrome de McCune-Albright peut être en parfaite santé, sans signes extérieurs de problèmes osseux ou endocriniens, entrer en puberté à peu près à l'âge normal et ne présenter aucune pigmentation cutanée inhabituelle. Le diagnostic ne peut être posé qu'après des décennies. Dans d'autres cas, les enfants sont diagnostiqués à la petite enfance, présentent une maladie osseuse évidente et une augmentation évidente des sécrétions endocriniennes de plusieurs glandes. 

### Anomalies squelettiques
Les patients atteints de dysplasie fibreuse peuvent présenter des fractures osseuses, des douleurs et des déformations. Les patients peuvent également développer de faibles taux de phosphate sanguin en raison de la surproduction du facteur 23 de croissance des fibroblastes.
La tomodensitométrie du crâne est l'examen le plus utile pour la dysplasie fibreuse craniofaciale. Un dépistage auditif et visuel régulier est recommandé. Les radiographies conventionnelles sont généralement suffisantes pour révéler une dysplasie fibreuse du squelette appendiculaire, mais la tomodensitométrie et/ou l'IRM peuvent révéler des microfractures. Un dépistage régulier de la scoliose doit également être entrepris.

### Anomalies endocriniennes
La puberté précoce est plus fréquente chez les filles, mais peut également survenir chez les garçons. Des médicaments tels que le létrozole et l'anastrozole peuvent être utilisés pour prévenir la petite taille chez les hommes et les femmes. Chez les hommes, des médicaments tels que la spironolactone et le flutamide peuvent être utilisés pour traiter les problèmes de comportement associés à l'excès d'androgènes. 
Les hommes atteints du syndrome de McCune – Albright peuvent présenter des tumeurs testiculaires bénignes, bien que le cancer des testicules semble être rare. Des échographies annuelles des masses testiculaires doivent être effectuées pour dépister le cancer. 
L'hyperthyroïdie est retrouvée chez environ 38 % des patients. Des médicaments tels que les thioamides sont utiles pour traiter ces symptômes. Cependant, comme les symptômes thyroïdiens de ce trouble ne disparaissent presque jamais spontanément, la chirurgie ou la radiothérapie sont des traitements plus définitifs. Des échographies thyroïdiennes annuelles devraient être effectuées pour dépister le cancer de la thyroïde. L'hyperparathyroïdie secondaire à une carence en vitamine D est courante et peut aggraver la dysplasie fibreuse. Les niveaux de calcium et d'hormone parathyroïdienne doivent être évalués périodiquement. 

## Traitement
Le traitement est dicté à la fois par les tissus affectés et par la mesure dans laquelle ils sont affectés.

### Anomalies squelettiques
La prise en charge chirurgicale des anomalies squelettiques a évolué au fil des ans. Une intervention chirurgicale peut être nécessaire pour certaines anomalies squelettiques. Les bisphosphonates sont utiles pour soulager la douleur osseuse, mais on ne pense plus qu'ils empêchent la progression de la maladie. Le denosumab s'est révélé efficace pour réduire la douleur osseuse et ralentir la croissance tumorale. Les exercices de renforcement musculaire sont importants pour prévenir les fractures osseuses ; le vélo et la natation sont recommandés afin de réduire le risque de fracture pendant l'exercice.

### Anomalies endocriniennes
Dans une étude, 18 % des patients McCune–Albright présentaient une hypophosphatémie due à une atteinte rénale. Des doses élevées de phosphate oral et de calcitriol doivent être administrées pour le traitement.
Des anomalies de l'hormone hypophysaire peuvent survenir. Un excès d'hormone de croissance peut aggraver la dysplasie craniofaciale ; un traitement avec des analogues de la somatostatine ou du pegvisomant peut être efficace. La chirurgie peut être une option, mais peut être compliquée par les anomalies crâniennes associées au trouble. Une sécrétion excessive de prolactine peut également se produire, cela est traité avec des agonistes dopaminergiques tels que la cabergoline.
Le syndrome de Cushing est une complication rare mais potentiellement mortelle qui peut survenir au cours de la première année de vie. La surrénalectomie est le traitement de choix. La  métyrapone peut également être utilisée pour le traitement.

## Épidémiologie
On estime que le syndrome de McCune – Albright survient à une fréquence comprise entre 1 personne sur 100 000 et 1 personne sur 1 000 000 d'individus dans le monde.

## Cas notables

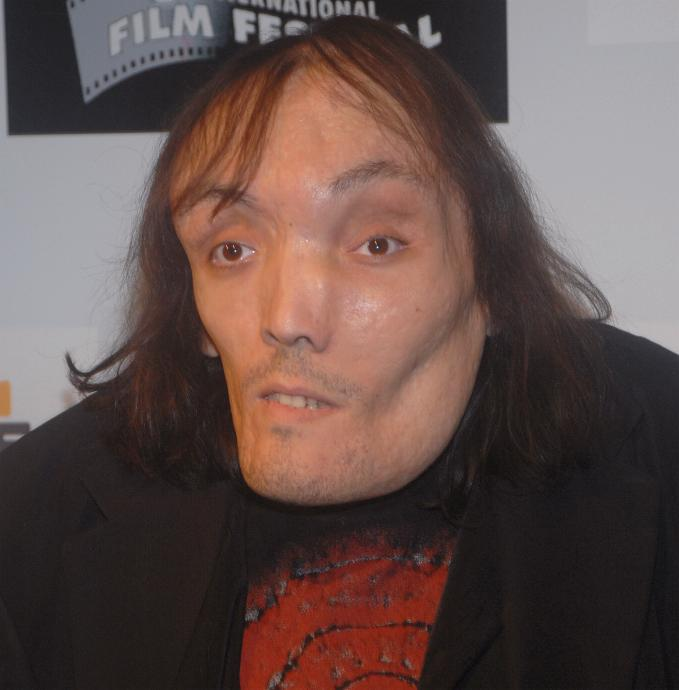
Mauricio Saravia (1970-2008) était un artiste uruguayen atteint de la maladie.

- Lauren Ruotolo est auteure et impliquée dans le plaidoyer pour le syndrome de McCune – Albright[16].
- Mauricio Saravia (1970-2008) était un artiste et graphiste atteint du syndrome de McCune – Albright sévère[17].